# Dawson (Ontario)
Dawson es un municipio canadiense situado en la provincia de Ontario.

## Superficie
Dawson tiene una superficie de 343,42 km².

## Demografía
En 2021, tenía 399 habitantes, una densidad poblacional de 1,2 hab./km², y 274 viviendas.